# Conopodium arvense
Conopodium arvense es una especie de hierba herbácea perteneciente a la familia de las apiáceas.

## Descripción
Es una hierba perenne, con tubérculo de 1,3-2 cm, globoso o subgloboso. Tallos (5)10-40(45) cm, ramosos generalmente desde el tercio basal, con (0)2-3(4) ramas erecto-patentes, con pelos (hasta de 1 mm), retrorso-patentes, más abundantes en la base y proximidades de las vainas. Hojas basales largamente pecioladas, 2-3 pinnatisectas, glabras, con divisiones de último orden de pinnatipartidas a indivisas, elípticas; hojas medias de contorno flabelado, generalmente sésiles o cortamente pecioladas, (1)2-3 pinnatisectas, glabras (rara vez pelosas en la base del raquis), con divisiones de último orden de (3)5-15(20) × 0,5-1 mm, indivisas, de lineares a linear-oblongas, vainas (3)4-7(9) mm, con margen membranáceo, más ancho en la zona de inserción del limbo, ciliado (cilios más densos, largos y flexuosos en los extremos); hojas superiores similares a las medias, de pinnatisectas a trisectas, con vainas más pequeñas (0,1-0,8(0,9) mm), con margen membranáceo en la zona de inserción del limbo. Umbelas de las flores hermafroditas de (2,5)3-5(6) cm de anchura, con (3)5-9(10) radios subiguales de (1,5)2-3,5(4,5) cm; pedúnculos (2)3-8(10) cm, estriados, glabros. Brácteas 0(1). Umbélulas con 10-16(20) radios de 2-6 mm. Bractéolas 0-2(3). Pétalos 1-1,5 mm, emarginados, blancos, los externos de las flores exteriores de las umbélulas ligeramente mayores. Estilopodio 0,2-0,5 mm, cónico-achatado, con un pequeño anillo que lo separa del mericarpo; estilos 0,2-0,3 mm, erectos (0,7-1,3 mm en la fructificación, lineares, de patentes a reflejos). Frutos 2,5-4 mm, oblongo-ovoides, campilospermos; mericarpos con cara comisural de 0,8-1,1 mm de anchura y 0,5-0,7 mm de grosor, con costillas primarias filiformes, poco prominentes; vitas generalmente 3 por valécula y 4 en la cara comisural; carpóforo bífido en el tercio superior, recto, a veces ligeramente tortuoso, de glabro a débilmente peloso. Tiene un número de cromosomas de 2n=22; n=11.

## Distribución y hábitat
Se encuentra en comunidades pioneras, en terrenos abruptos, rocosos o pedregosos, también en claros de encinares, quejigares, pinares o matorrales y pastos más densos, pie de cantil y crestas venteadas, en substratos generalmente calizos; a una altitud de 200-1 700 m s.n.m. en la península ibérica, principalmente en la mitad Este.

## Taxonomía
La especie fue descrita inicialmente como Heterotaenia arvensis por Ernest Saint-Charles Cosson y publicada en Notes sur quelques Plantes de France Critiques: 111, en 1851, actualmente es tanto un sinónimo como el basónimo de esta; y ulteriormente sería transferida al género Conopodium por Vittorio Calestani en Webbia 1: 279, en 1905.

#### Etimología
Véase: Conopodium
arvense: epíteto latino que significa "de campos cultivados".

## Nombres comunes
- Castellano: alforxón, castañas de pastor, chufera, macuca, macucas, silbión, sirbión, terreños, urión, xerbillón, xirbión, xiribión, yerba de las macucas, zerbillón, zeribión, ziribillón.[6]